# Johann-Gottfried-von-Herder-Preis
Der Johann-Gottfried-von-Herder-Preis wurde 1935 von der „Stiftung F.V.S.“  gestiftet.

## Bedeutung des Preises
Der nach Johann Gottfried Herder benannte Preis war ein Kulturpreis, der vor allem für Deutschsprachige bestimmt war, die außerhalb der Grenzen des Deutschen Reiches lebten, speziell für die Freie Stadt Danzig, die baltischen Staaten und die Sowjetunion. Er wurde vom Hamburger Kaufmann Alfred Toepfer (1894–1993) gestiftet. Zum Empfängerkreis gehörten u. a. Historiker, Denkmalpfleger, Schriftsteller, Volkstumsforscher und Hochschullehrer, die für besondere Verdienste in ihrem speziellen Fachbereich ausgezeichnet wurden. Die Verleihung erfolgte durch die Albertus-Universität Königsberg.

## Preisträger
- 1936: Agnes Miegel, Schriftstellerin
- 1937: Kurt Lück, Volkstumsforscher
- 1937: Josef Mühlberger, Schriftsteller und Journalist
- 1939: Walther Recke, Historiker, Archivar
- 1940: Wilhelm Klumberg, Wirtschaftswissenschaftler, Hochschulleiter
- 1940: Reinhard Wittram, Historiker
- 1941: Bernhard Schmid, Architekt, Denkmalpfleger
- 1942: Ottfried Graf von Finckenstein, Schriftsteller
- 1943/44: Paul Brock, Schriftsteller
- 1943/44: Erich Karschies, Schriftsteller
- 1943/44: Charlotte Keyser, Schriftstellerin; verliehen im Juni 1944 in Memel

## Kuratoriumsmitglieder
Mitglieder des Kuratoriums waren Hans-Bernhard von Grünberg, Viktor Grüner, Heinrich Harmjanz, Gunther Ipsen, Kurt Lück, Kurt von Raumer, Walther Recke, Theodor Schieder, Arved von Schultz, Bernhard Schmid, Edmund Spohr, Heinz Wismann und Walther Ziesemer.

## Fortsetzung
Eine Fortsetzung war der Herder-Preis, der von 1963 bis 2006 von der Alfred Toepfer Stiftung F.V.S. verliehen wurde.